# داتسون تیپ ۱۱
داتسون تیپ ۱۱ (Datsun Type 11) خودرویی است که در سال‌های ۱۹۳۲۱۵۰ producedدر ژاپن تولید شده‌است.
طراحی آن خودروهای موتور جلو-محور عقب بوده وزن آن در حالت طبیعی ۲٬۳۵۵ پوند (۱٬۰۶۸ کیلوگرم) است.
موتور آن ۴۹۵ سی‌سی سیستم جعبه‌دندهٔ آن به صورت دستی است.